# 地球アゴラ
『地球アゴラ』（ちきゅう- ）は、NHKのBS1で2007年4月15日よりレギュラー放送を開始した情報番組である。

## 概要
2006年12月17日に単発の特番としてBS1で放送され、2007年4月15日よりレギュラー放送を開始した。月2回の放送だったが、2008年4月からは月3回の放送、2011年4月からは毎週放送される。
インターネット回線を使い、「アゴラー」と呼ぶ海外在住の日本人たちとスタジオをウェブカメラでつなぎ、ニュース、現地の話題や近況などを生放送で語り合う。また、テーマを設けた回はテーマにあったスタジオゲストを迎える。
2007年12月23日は「今年もいろいろありました!スペシャル」として2部構成に拡大して放送（20:10 - 21:00、21:10 - 22:00）した。
2011年は、衛星放送の再編に伴い「BS1をハブステーションに」として、BSの各番組とのコラボレーションを実施しようと、まず第1弾として『アジアクロスロード』とのコラボレーション企画（1月10日から）を実施した。4月からは、放送チャンネルを旧衛星第1テレビからNHK BS1へ移行し、放送時間を日曜日の22時台に変更した。2013年4月からは放送時間を夕方の17時台に移行した。
2015年3月を以て、毎週のレギュラー放送は一旦終了した。同5月3日に山口大学で公開収録した「出でよ!グローバル人材」（前後編2時間）以後は、基本的に不定期での2時間枠で放送されるようになった。

## 地球アゴラ with You
2011年の秋から『地球アゴラ with You』と題して、スタジオを飛び出して主に大学・専門学校からの出張放送という形で学生たちと世界各国の「アゴラー」による対論などを行う。
- 2011年11月27日 - 日本工学院専門学校
- 2011年12月4日 - 山野美容専門学校
- 2011年12月11日 - 昭和大学医学部附属看護専門学校
- 2012年4月8日 - 横浜市立大学
- 2012年4月15日 - 新潟大学
- 2012年4月22日 - 静岡大学
- 2012年8月19日 - 羽田空港
- 2012年8月26日 - 職人の技（家具、研磨、手描き友禅、江戸切子、寄せ木細工、三味線ほか）
- 2012年9月9日 - 水上温泉（Part1）
- 2012年9月16日 - 水上温泉（Part2）
- 2012年11月4日 - 大阪大学
- 2012年11月11日 - 筑波大学（Part1）
- 2012年11月18日 - 筑波大学（Part2）
- 2013年2月24日 - 東京医療秘書福祉専門学校
- 2013年3月3日 - 文化服装学院

## 放送日時
2011年3月まで
- 旧BS1：日曜 21:10 - 21:59（月3回）
NHKワールド・プレミアムでも放送。

2011年4月 - 2013年3月
- BS1：22:00 - 22:49

2013年4月 - 2015年3月
- BS1：17:00 - 17:49

2015年4月 -
- BS1：不定期で随時放送

## 出演者

### 司会

#### 現在
- パトリック・ハーラン（2015年5月3日 - ）

#### 過去
メイン司会
- 川平慈英（2006年12月17日、2007年4月 - 2011年3月）
- 中野裕太（2011年4月 - 2014年3月）
- LiLiCo（2014年4月6日 - 2015年3月8日）

進行役（NHKアナウンサー）※在職時含
- 有働由美子（2006年12月17日）
- 住吉美紀（2007年4月 - 2010年3月および2010年9月12日）
- 鎌倉千秋（2008年4月 - 2009年3月）
- 首藤奈知子（2010年4月 - 2013年3月）
- 三輪秀香（2013年4月 - 2014年3月）
- 柴崎行雄（2013年4月6日 - 2015年3月8日）

2008年度は住吉・鎌倉の持ち回り担当。

### ナレーター
- 宮島史年

## 補足
2011年3月11日に発生した東北地方太平洋沖地震（東日本大震災）に伴い、同年3月13日および3月20日の放送は休止となった。これは、東日本大震災に伴う特別放送体制により、旧BS1で総合テレビのサイマル放送が実施されたためである。